# Lidyt

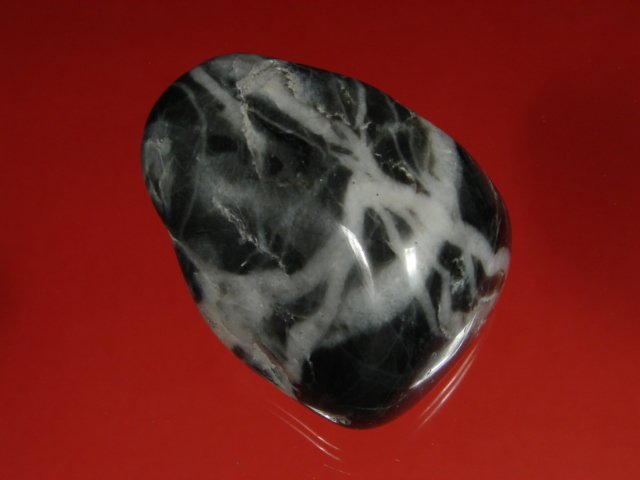
Lidyt, pochodzenie – Sudety

Lidyt – osadowa skała krzemionkowa należąca do grupy skał organogenicznych, barwy czarnej lub ciemnoszarej, skrytokrystaliczna lub bardzo drobno krystaliczna.  
Składa się głównie z chalcedonu i mikrokrystalicznego kwarcu i substancji organicznych oraz często pirytu. Zawartość minerałów ilastych oraz składników piroklastycznych powoduje warstwowanie. Podczas diagenezy, wskutek rekrystalizacji chalcedonu powstają żyłki kwarcu przecinające skałę w różnych kierunkach. Substancja organiczna znajdująca się w lidytach, jest substancją węglistą o wysokim stopniu uwęglenia. Skała drobnoziarnista, zwięzła i twarda, krucha, pospolita wśród osadów paleozoicznych. 
Nazwa skały pochodzi od Lidii, starożytnej krainy w zachodniej części Azji Mniejszej, zamieszkiwanej przez indoeuropejskich Lidyjczyków; stąd też wywodzi się nazwa kamień lidyjski lub kamień Lidyjczyków.

## Występowanie
W Polsce spotykany na obszarze Karpat fliszowych, na Dolnym Śląsku i w Górach Świętokrzyskich.

## Zastosowanie
- w jubilerstwie do oznaczania próby złota – kamień probierczy.
- w przemyśle – wykorzystywany w przemyśle ceramicznym oraz do wyrobu osełek.
- w budownictwie – tłuczeń drogowy.